# Рынок Тоёсу

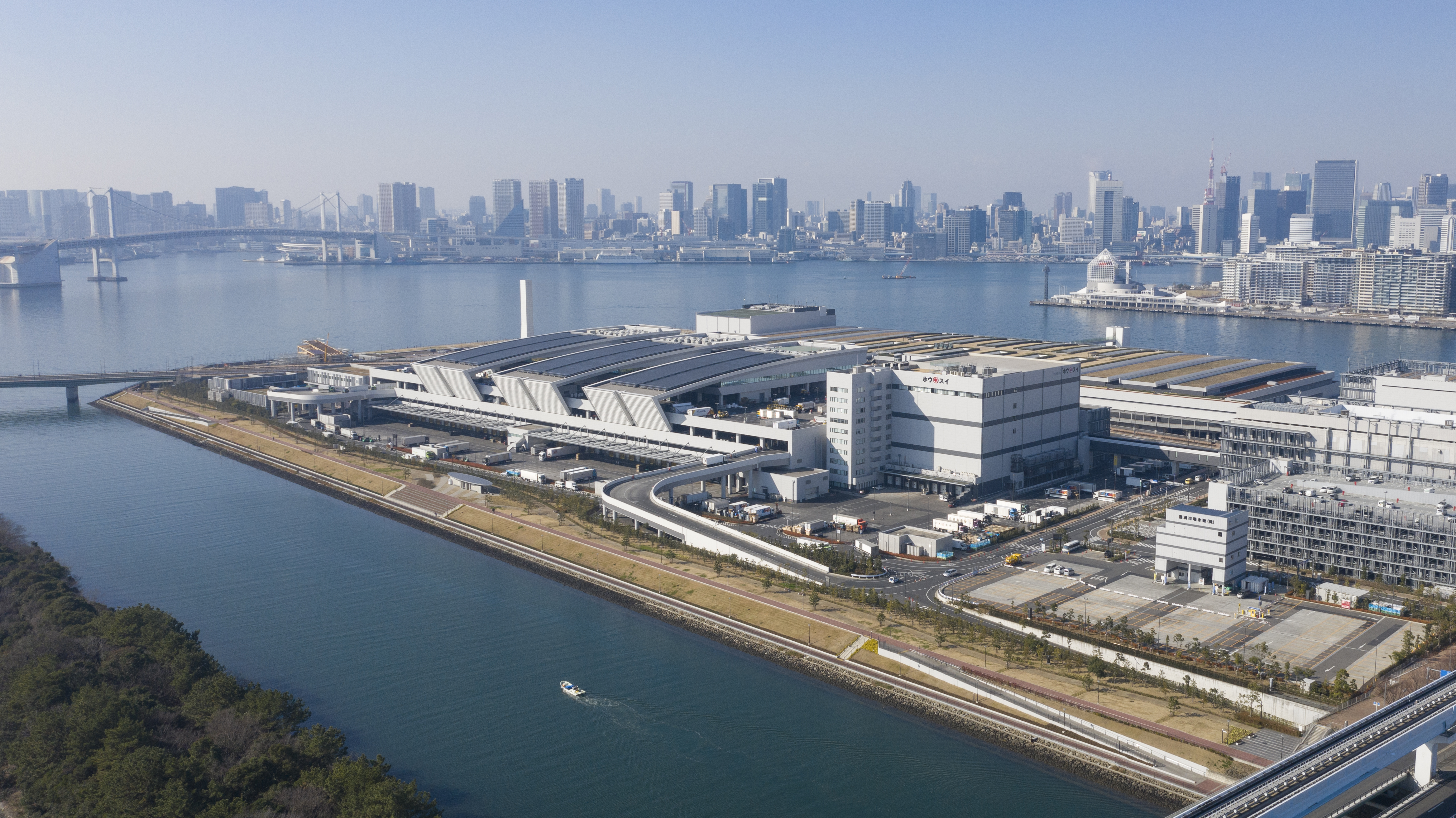
Вид на рынок Тоёсу с воздуха

Рынок Тоёсу (яп. 豊洲市場 Тоёсу сидзё:) — оптовый рынок в Токио, расположенный в области Тоёсу специального района Кото. Он состоит из двух площадок для торговли морепродуктами (одна предназначена для оптовой торговли, другая — для проведения аукционов) и одной для торговли фруктами и овощами. Рынок был возведён на намывных территориях Токийского залива и пришёл на смену знаменитому рыбному рынку Цукидзи.

## История
Старый рынок Цукидзи занимал ценную территорию неподалёку от центра города. Бывший губернатор Токио Синтаро Исихара неоднократно призывал к переносу рынка на новое место в специальном районе Кото. Постройка нового рынка обошлась в 5 млрд долларов. Изначально долгожданный переезд рынка планировался на ноябрь 2016 года в рамках подготовки к летней олимпиаде 2020, однако 31 августа 2016 года переезд был отложен. Существовали опасения, что прибрежные воды и грунт в запланированном месте загрязнены вредными веществами, так как ранее на этом месте располагалось промышленное производство. Правительство Токио санкционировало очистку территории с откачкой грунтовых вод. После этого планы по переезду были возобновлены. Торжественное открытие рынка состоялось 11 октября 2018 года.
5 января 2019 года во время первого аукциона на рынке Тоёсу бизнесмен и владелец сети ресторанов «Sushi-Zanmai» Киёси Кимура сделал рекордную ставку в 333,6 млн йен (3,08 млн долларов США) за тушу 278-килограммового тихоокеанского голубого тунца. Ровно год спустя Киёси снова отметился в первый день аукциона, заплатив рекордные 193,2 млн йен (1,79 млн долларов США) за 276-килограммового тунца.
Есть 3 рынка: оптовый потребительский рынок, аукционный рынок и плодоовощной рынок. В оптовых рыбных корпусах продают морепродукты лицензированным покупателям.

## Галерея

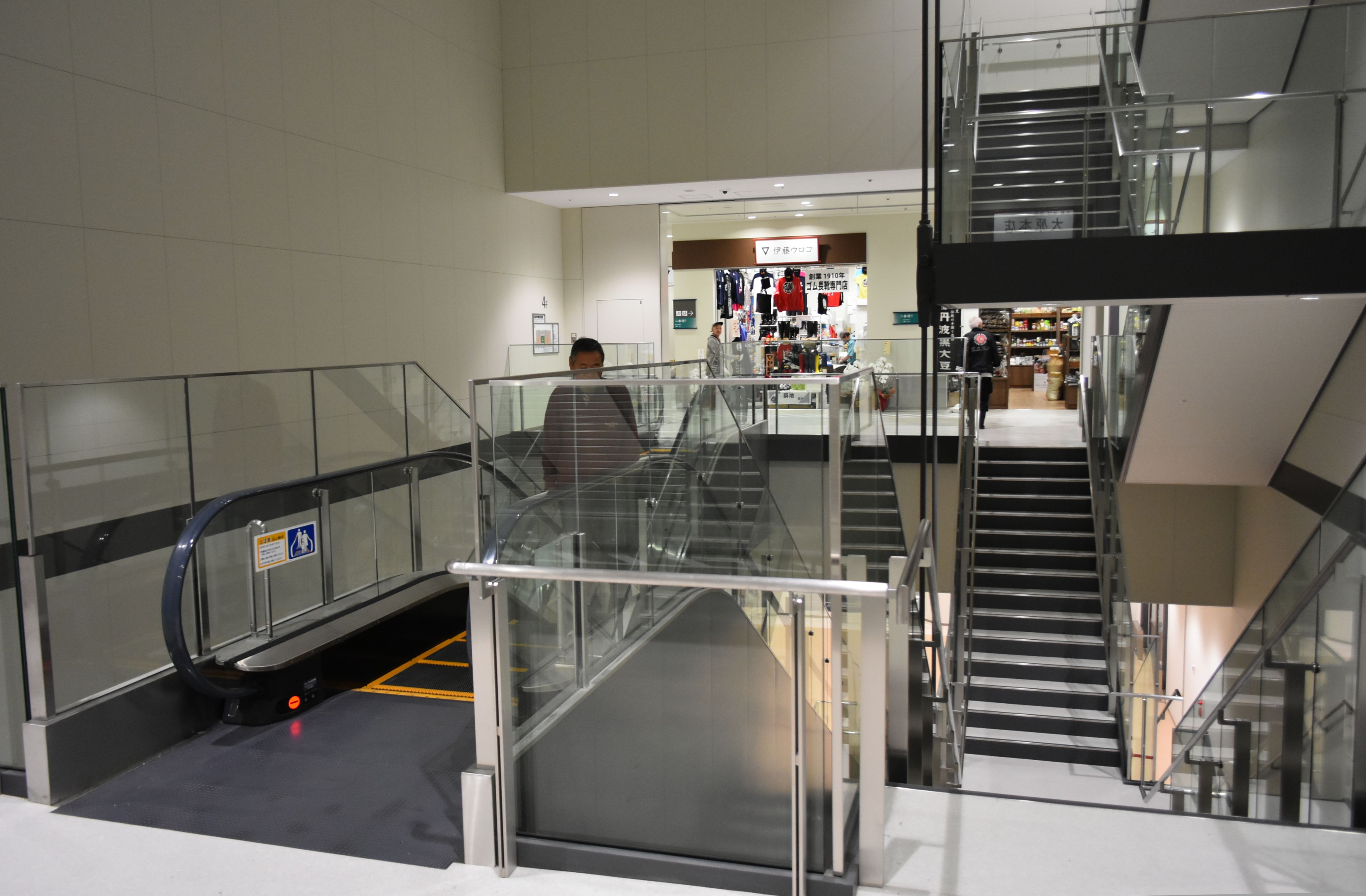
Лестница в корпусе оптовой торговли рыбой
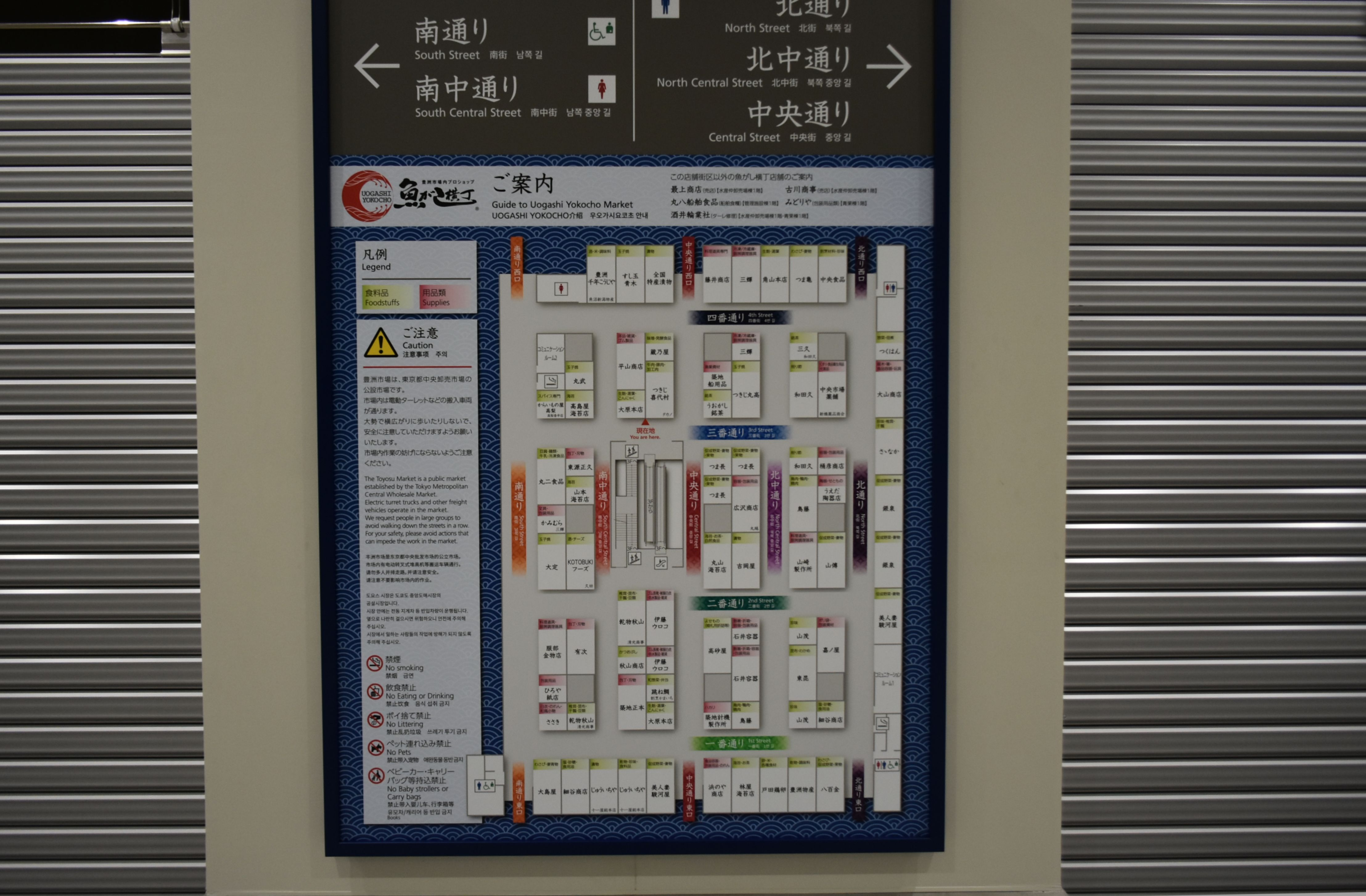
Схема здания
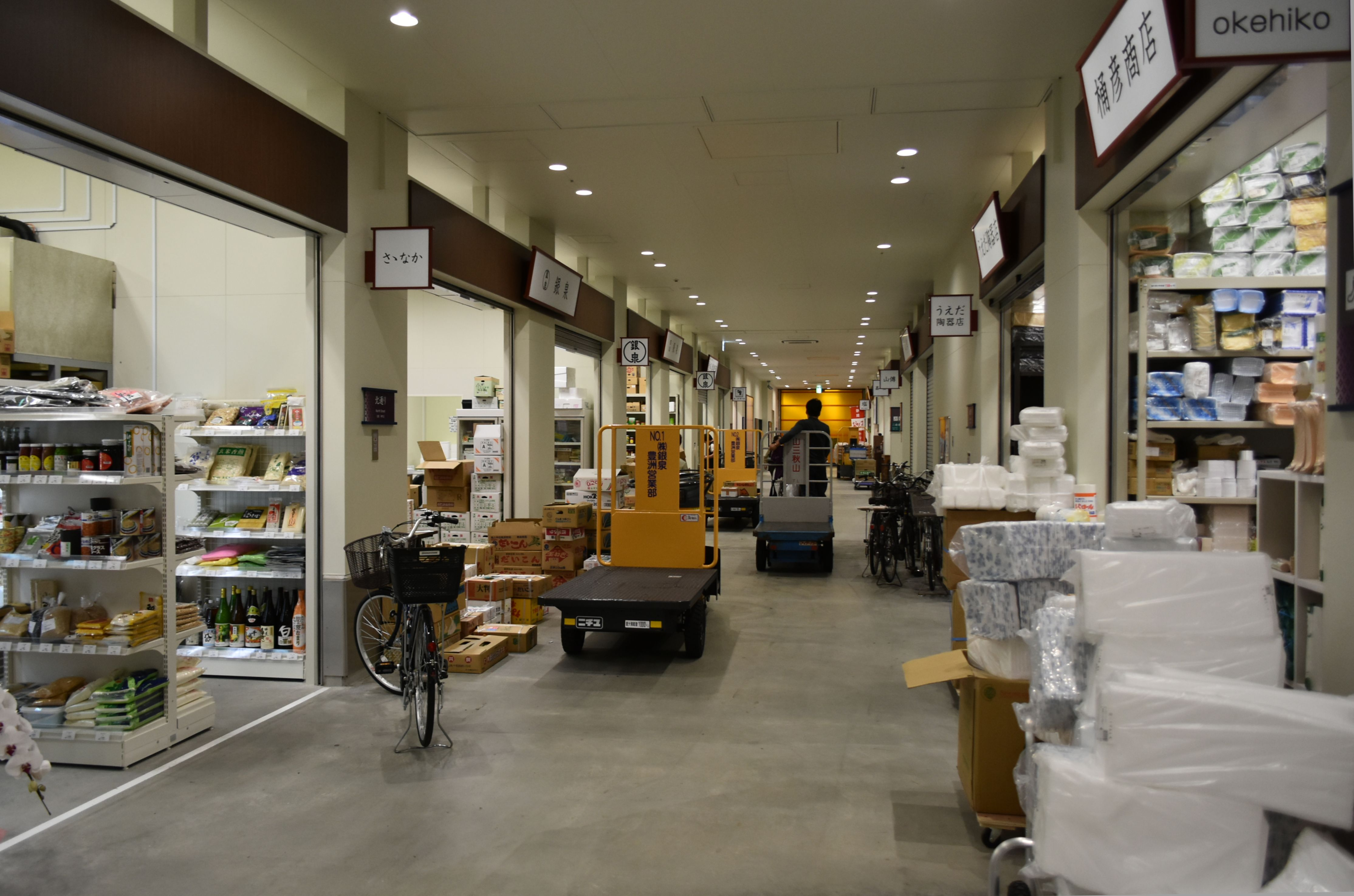
Магазины на 3 этаже
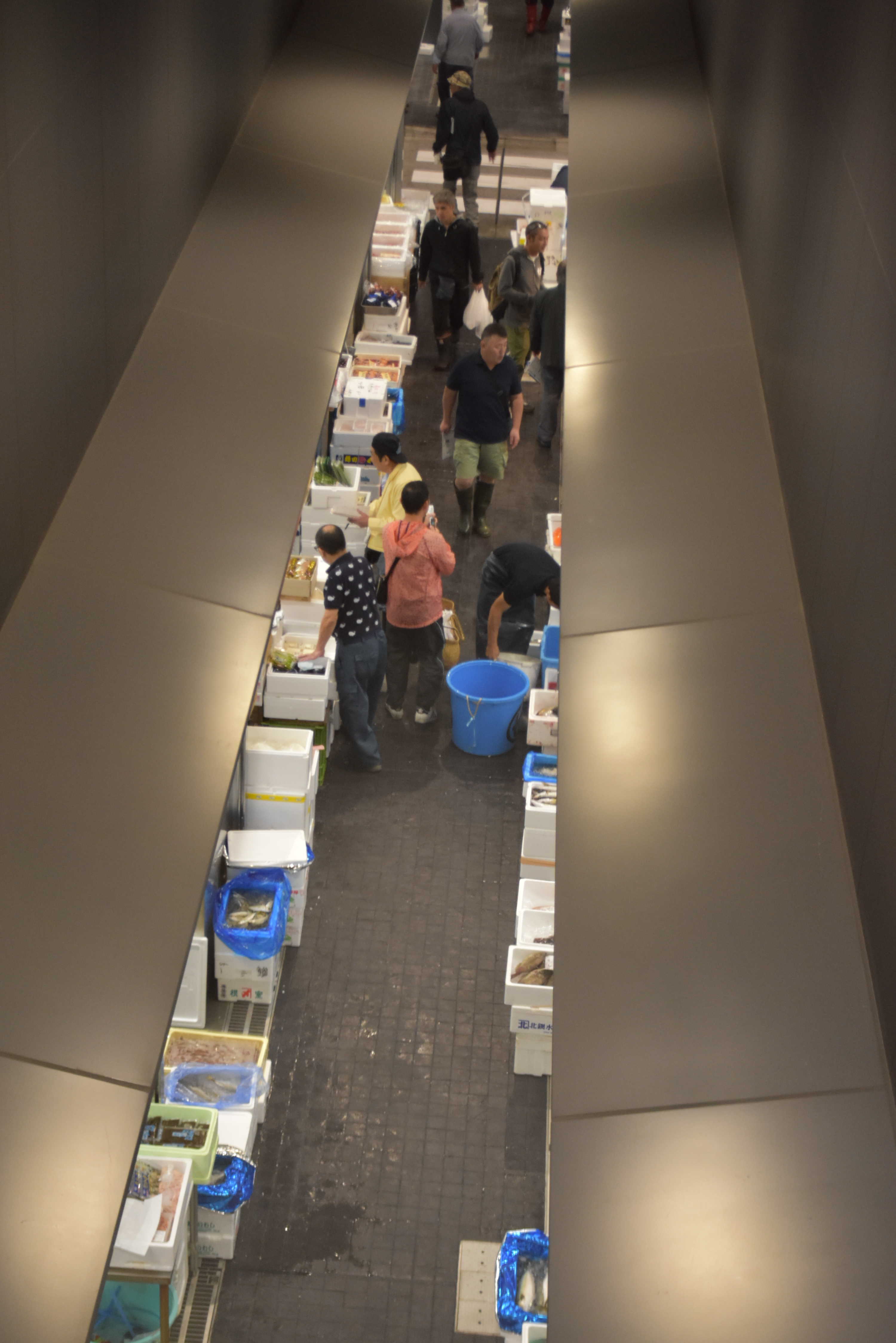
Магазины на 3 и 4 этаже
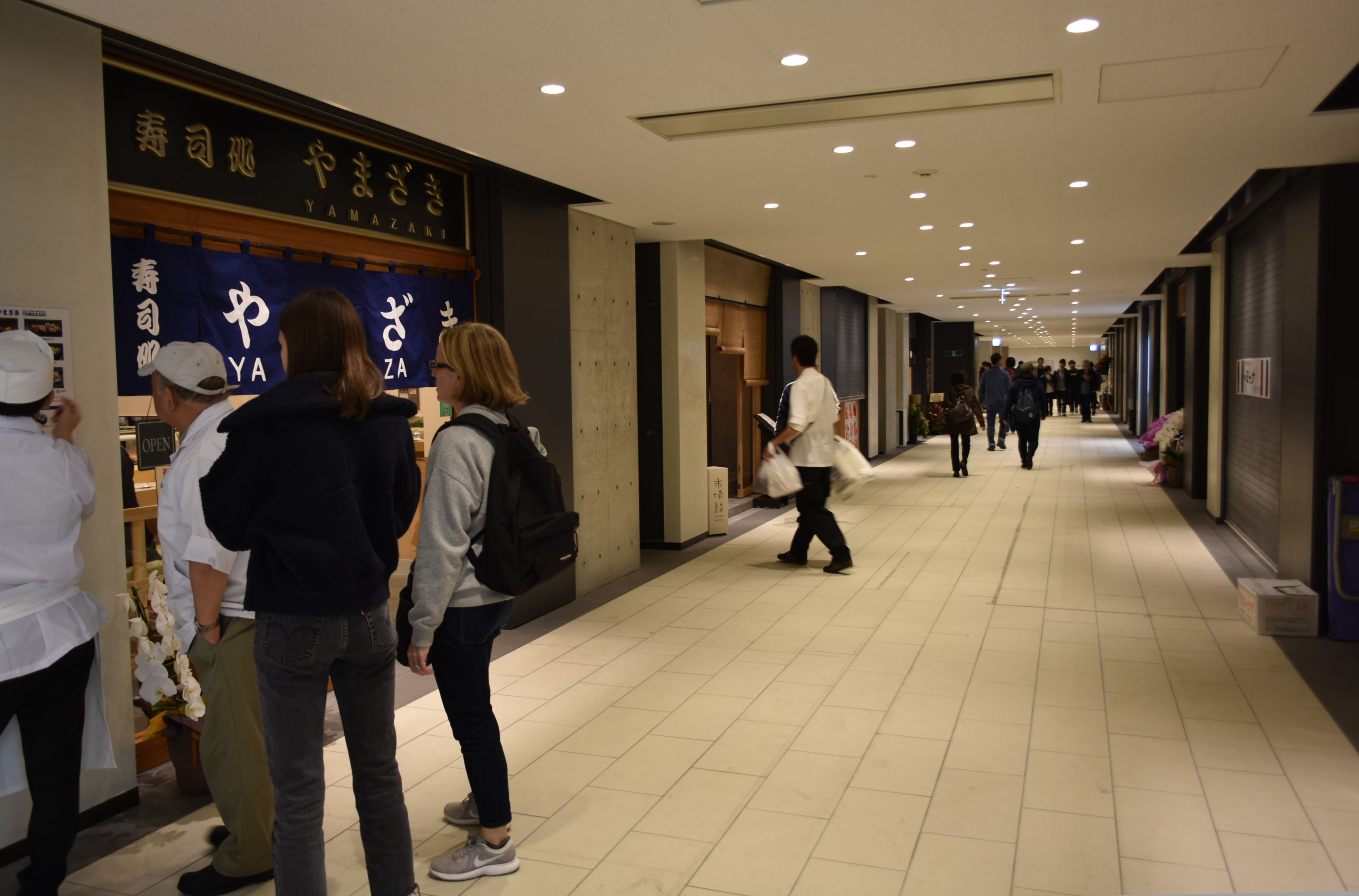
Ресторан на 3 этаже
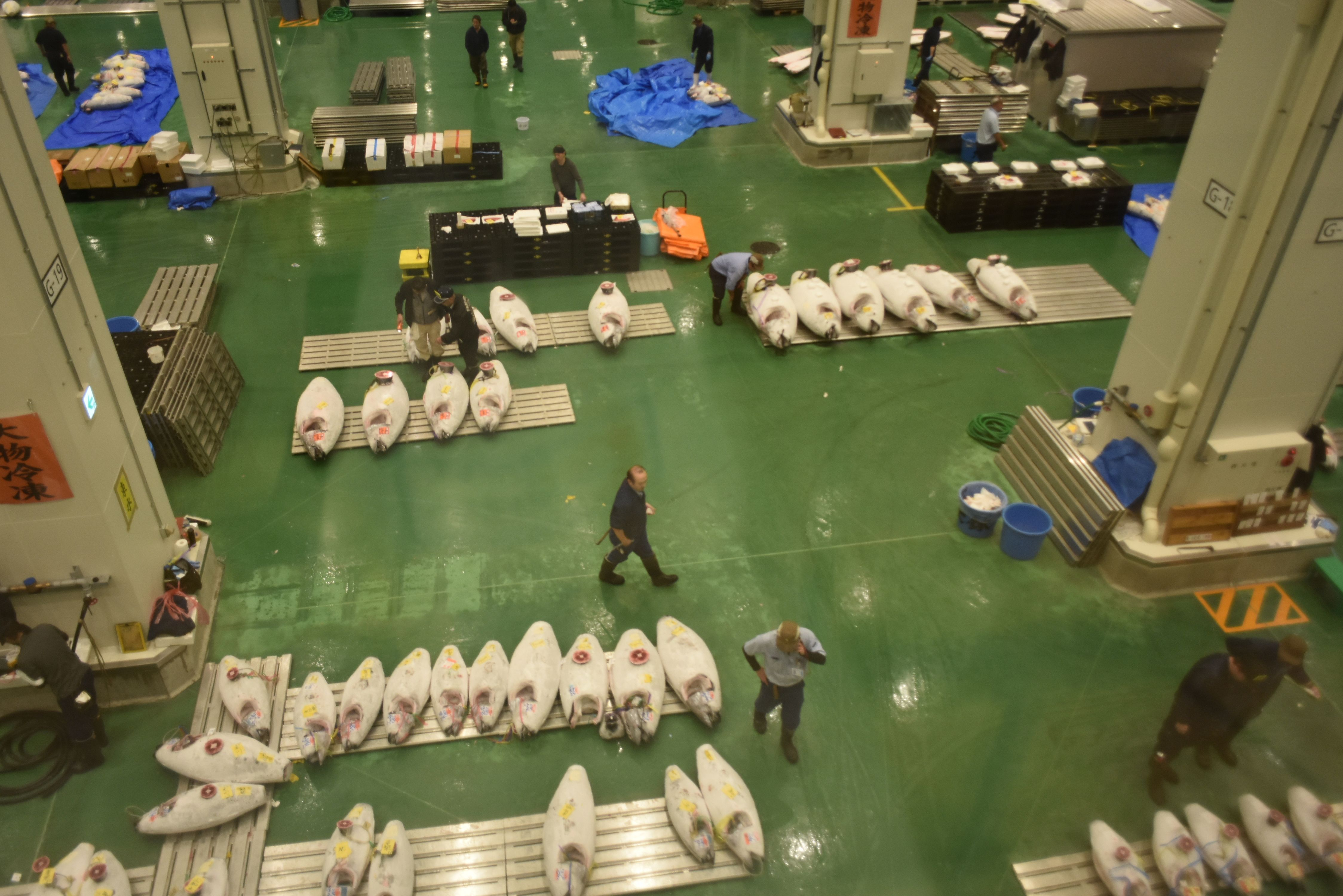
Корпус оптовой торговли рыбой, большой замороженный тунец
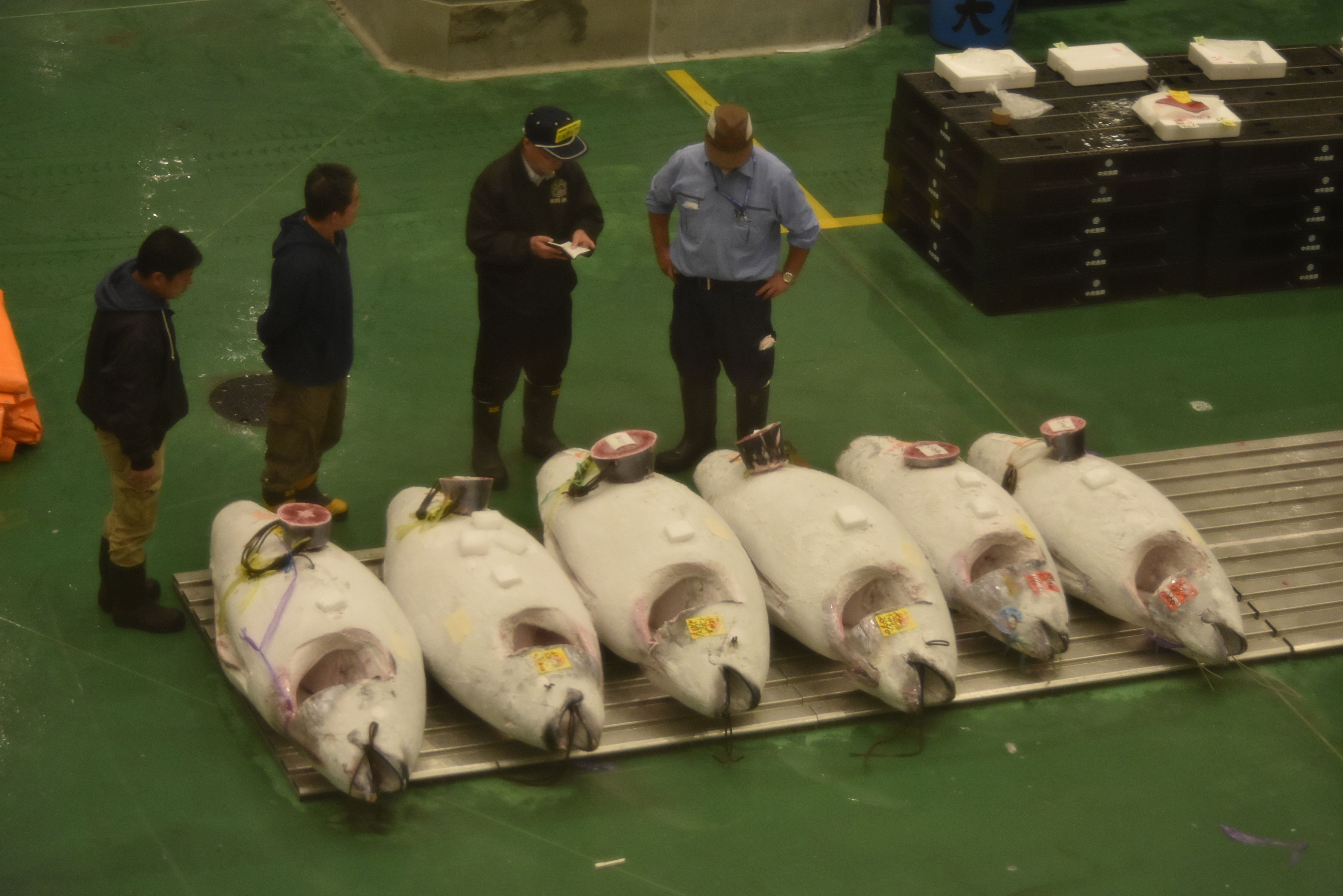
Большой замороженный тунец, там же
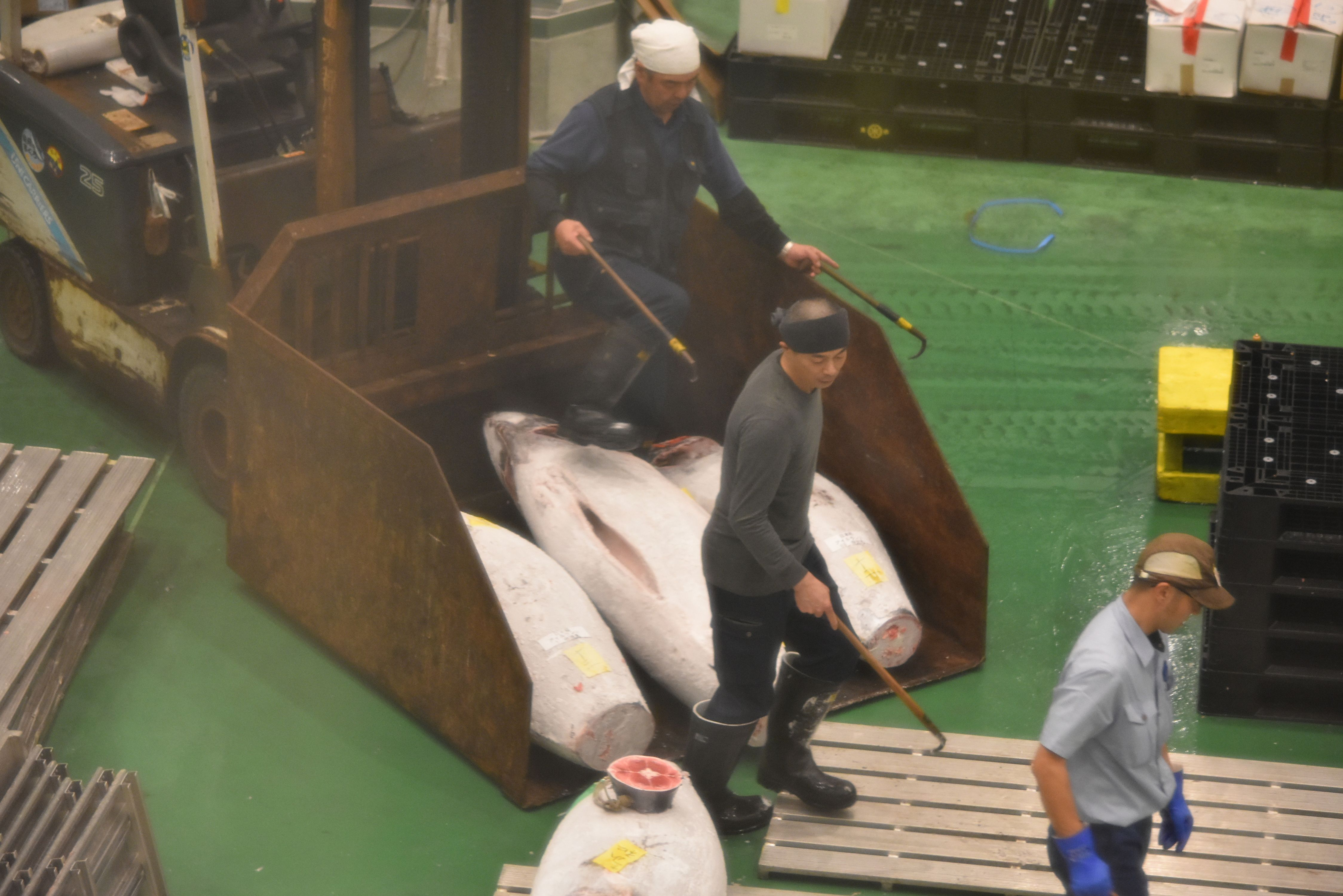
Большой замороженный тунец, там же
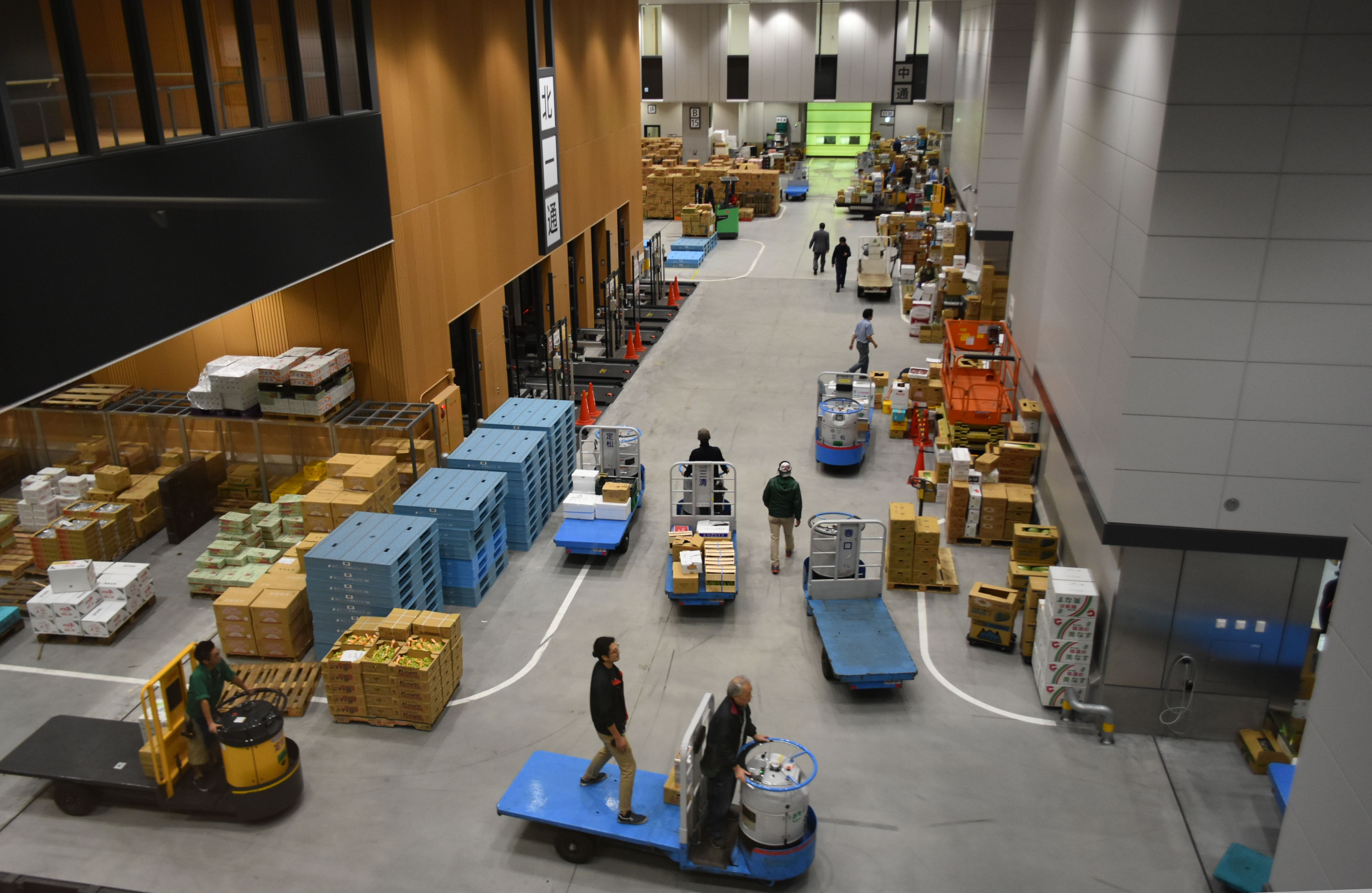
Склады
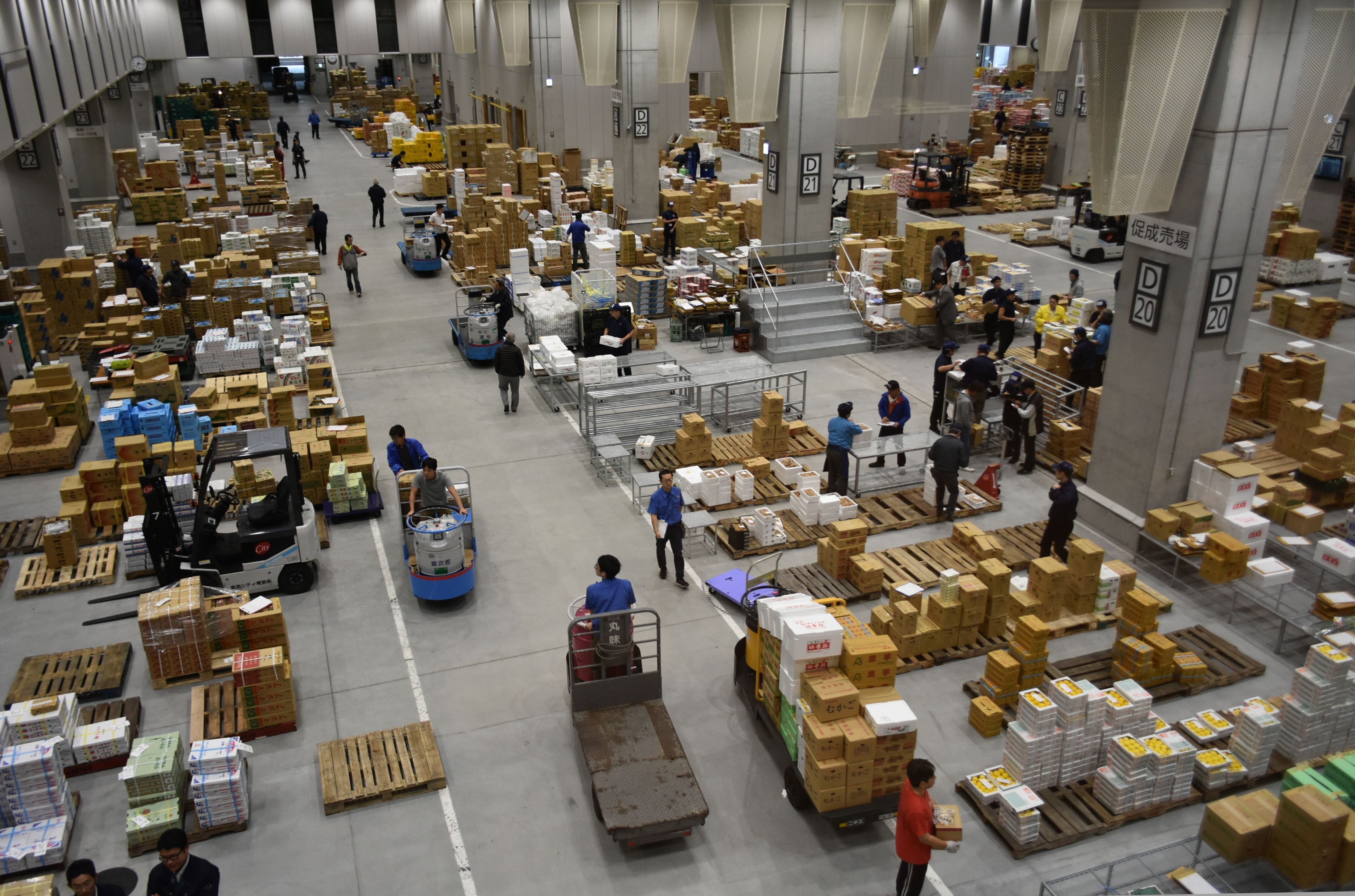
Склады
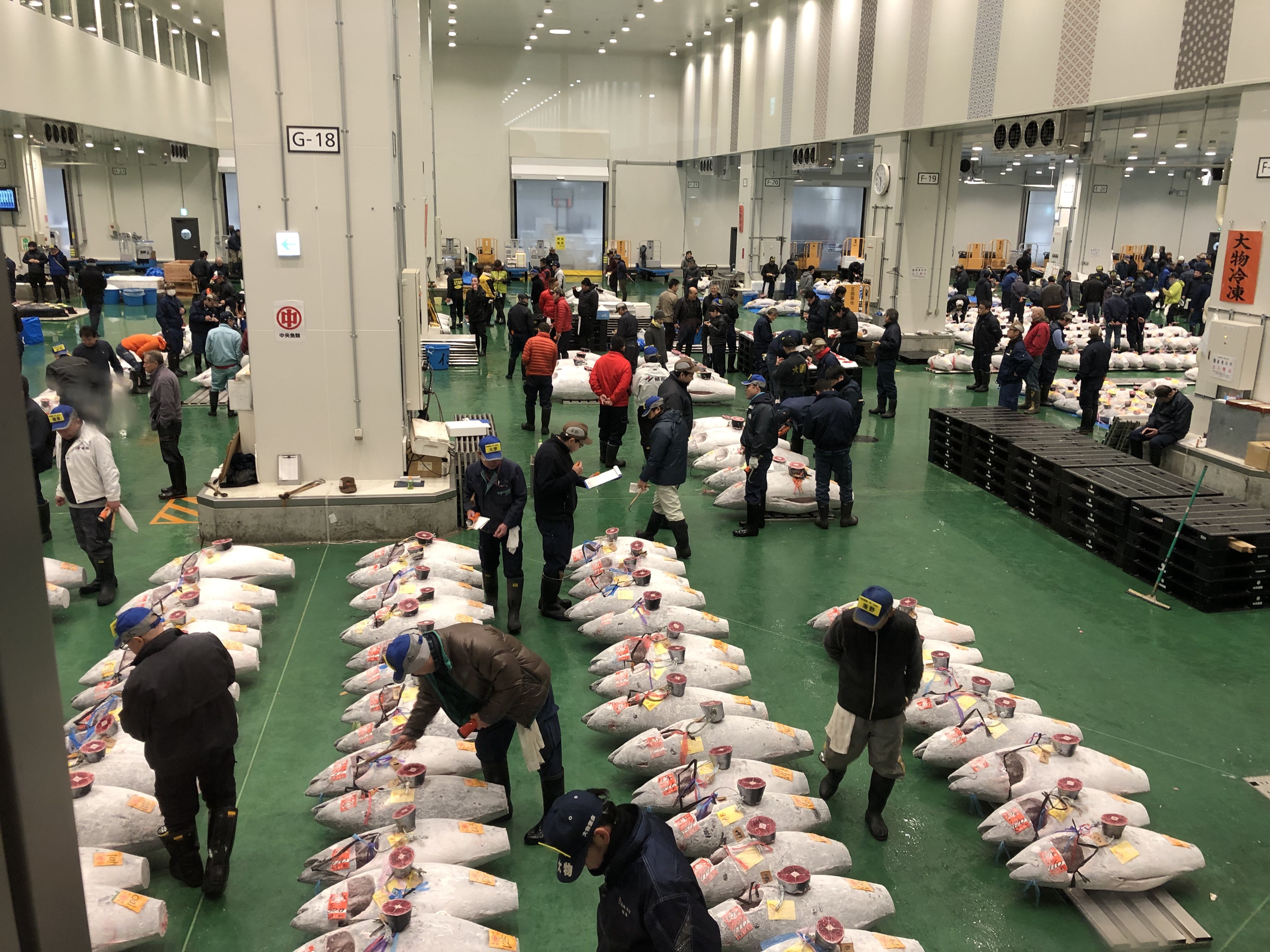
Корпус оптовой торговли рыбой, большой замороженный тунец
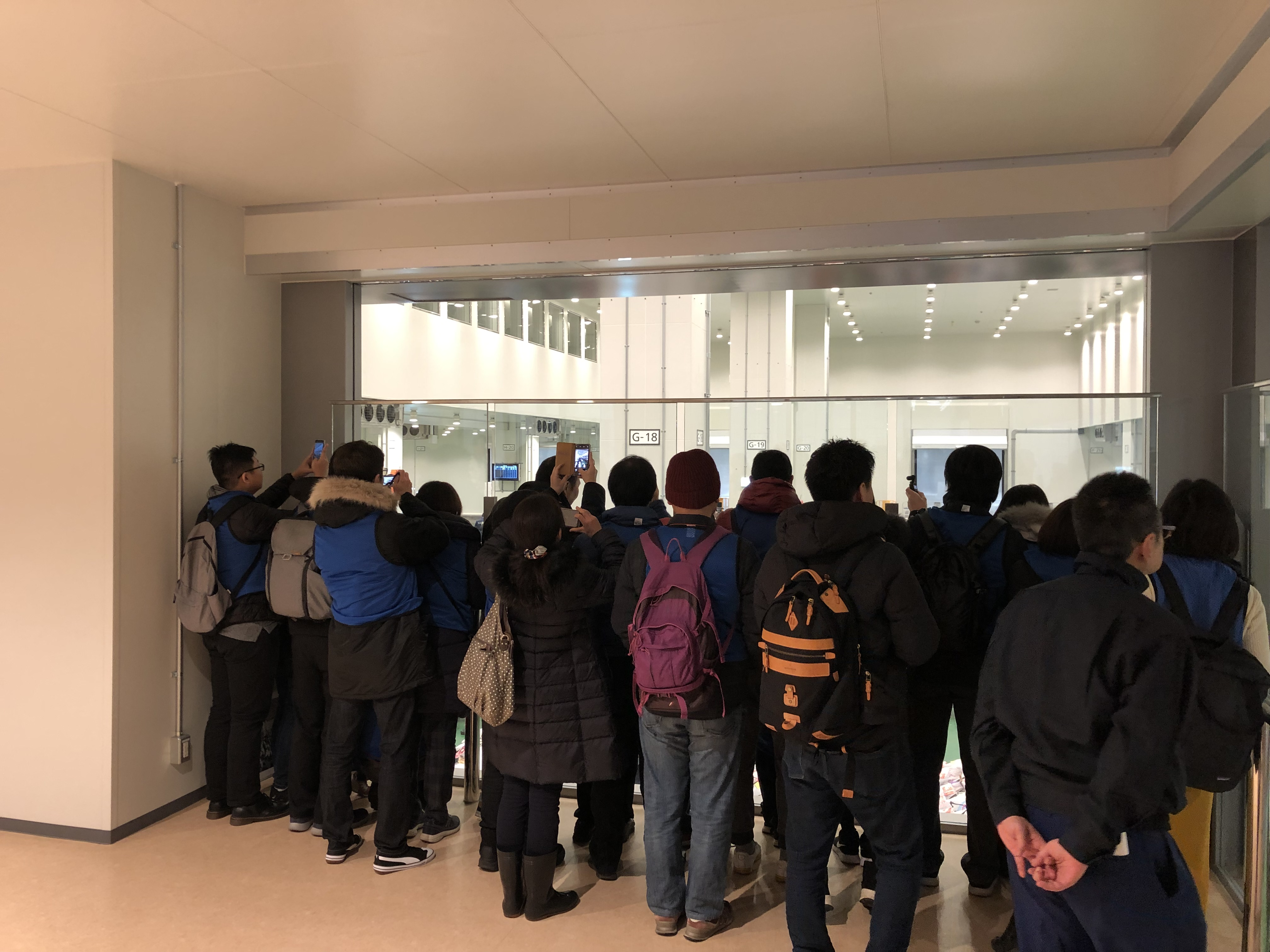
Открытый для свободного посещения балкон